# 多默·基道霍·科林斯
多默·基道霍·科林斯（英語：Thomas Christopher Collins，1947年1月16日—）是加拿大籍天主教司鐸級樞機及現任多倫多總教區總主教。

## 生平
科林斯於1947年1月16日在加拿大安大略省南部城市貴湖出生。他於1973年5月5日在哈密爾頓教區晉鐸。
他於1997年5月14日晉牧，並獲教宗若望·保祿二世任命為艾伯塔的聖保羅教區助理主教。他於同年6月30日升任艾伯塔的聖保羅教區正權主教，1999年改任埃德蒙頓總教區助理總主教。1999年至2006年間，他曾任蒙頓總教區總主教。他還於2001年3月16日至9月8日短時間兼任艾伯塔的聖保羅教區的宗座署理。
他於2006年12月16日起接任多倫多總教區總主教。他也是2002年多倫多世界青年日的籌備委員會成員。
教宗本篤十六世於2012年2月18日將他冊封為司鐸級樞機，領盧多維西別墅聖巴特利爵堂區司鐸銜。他曾參與2013年教宗選舉秘密會議，當時選出的是教宗方濟各。

## 牧徽

多默·基道霍·科林斯樞機的牧徽